# UBS
UBS Group AGは、スイスに設立された多国籍投資銀行および金融サービス企業である。チューリッヒとバーゼルの両市に共同本部を置き、スイス最大の銀行機関および世界最大のプライベートバンクとして、すべての主要な金融センターで存在感を維持している。UBSのクライアントサービスは、厳格な銀行顧客の守秘義務と銀行機密の文化で知られている。アメリカ大陸、EMEA、アジア太平洋市場で大きな地位を占めているため、金融安定理事会はUBSを世界的にシステム上重要な銀行とみなしている。UBSという名前は、Union Bank of Switzerland (スイスユニオン銀行)に由来し、1998年にスイスユニオン銀行とスイス銀行コーポレイション (SBC)との合併によって新しい商号となったものである。
プライベート・バンキングとは別に、UBSは個人、法人、機関投資家のために、国際的なサービスを提供しながら、ウェルス・マネジメント、資産運用、投資銀行業務を行っている。UBSは、世界最大の個人資産を管理しており、世界のビリオネアの約半数が顧客として名を連ねている。セルサイド業務を縮小しているにもかかわらず、UBSはグローバルな投資銀行を維持し、プライマリー・マーケット・メーカーとみなされている。また、スイス・アルプス周辺をはじめ、世界各地に多数の地下金庫、地下壕、金塊の保管施設を保有している。その銀行機密のためもあり、米国、フランス、ドイツ、イスラエル、ベルギー当局による多くの租税回避調査の中心的存在となっている。スイスと米国におけるUBSの事業は、2018年の金融秘密保護指数でそれぞれ1位と2位にランクされている。
2022年5月現在、UBSは時価総額630億ドルの欧州第3位の銀行である。 世界9つの「バルジ・ブラケット」銀行の1つである。3.2兆スイスフラン以上の運用資産（AUM）を有し、そのうち約2.8兆スイスフランが投資資産である。 2017年6月の投資資本利益率は11.1%で、ゴールドマンサックスの9.35%、JPモルガン・チェースの9.456%を上回る。地域の取引フローと政治的影響力に基づき、UBSは「世界最大で最も強力な金融機関」の1つと考えられている。 同社の資本力、セキュリティプロトコル、慎重さに対する評判は、銀行業務におけるかなりの市場シェアと高いレベルのブランド・ロイヤリティを生んでいる。あるいは、税金の非遵守やオフショア金融を助長しているとして、日常的に批判を受けることもある。UBSは、米国連邦準備制度理事会（FRB）のプライマリー・ディーラーおよびフォレックス・カウンター・パーティである。

## ブランド
UBSの歴史は合併や吸収の歴史であり、その前身を含め150年以上の歴史を持つ。その本拠地はスイスであるが、世界的金融機関であり徹底的な国際化が進められている。組織の項で示すように、上層部が国際色豊かな人材で占められていることもこの傾向を示している。現CEOはスイス出身のセルジオ・エルモッティ、現会長はドイツ出身のアクセル・ヴェーバー（アクセル・ウェーバーと表記されることもある）である。また、事業運営と決算報告は2018年第4四半期より従来のスイスフランではなく米ドル建てで行われている。
UBSグループが行っているのは投資銀行業務、証券業務、富裕層向けウェルス・マネジメントであり、これらの業務で世界有数の地位を占め、格付け機関からの評価も高い。
（ユーロマネー誌のベストプライベートバンク 2013年、2014年、2015年、2016年、2017年、2018年、2019年）
スイスの名門金融機関をルーツに持つものの、現在はスイスに限定された金融機関というよりもグローバルな金融機関の様相を呈している。世界の主要金融市場に事務所を構え、50か国で金融サービスを提供しており、従業員は66,922人である。その内訳は、約32%が本社のあるスイス、約31%がアメリカ、約19%がスイス以外の欧州各国、約18%がアジア太平洋である。世界各国の各拠点は、ウェルス・マネジメント、インベストメント・バンキング、グローバル・アセット・マネジメントの主要事業グループで構成されているほか、スイス国内においてはリテールバンクや商業銀行の分野で確固たる地位を築いている。2019年6月30日時点で株主資本約531億ドル、総資産約9,687億ドル、時価総額約434億ドル、運用資産3兆3,810億ドルを計上している（すべて米ドル）。ブロックチェーンの共同開発に参加しており、この動向も注目されている。
日本においては1960年代半ばに営業拠点を開設し、2018年現在では、UBS証券株式会社、UBSアセット・マネジメント 株式会社、UBS銀行東京支店の3つの法人を通じて業務を行っている。

## 事業内容
UBSグループAGおよびUBS AGは、スイス会社法のもとに組織された金融業を行う株式会社であり、UBS AGはUBSグループ（UBS Group AG）の親会社である。UBSグループは中枢部であるコーポレートセンターと4つの主要事業部門、すなわちグローバル・ウェルス・マネジメント、パーソナル＆コーポレート・バンキング、インベストメント・バンク、アセット・マネジメントの4つから構成されている。

### グローバル・ウェルス・マネジメント
裕福な個人や一族に対して事業承継、資本政策、資産運用アドバイスを含めた総合的な金融商品・サービスを提供するほか、金融資産の管理代行（アセットマネジメント）を行う事業部門。2019年6月末時点で、約45か国にわたる拠点に10,294名の顧客アドバイザーに加え22,925名の従業員を有する。保有する運用資産は2兆4,860億米ドル、その内訳はEMEA（欧州・中近東・アフリカ）地域21%、アジアパシフィック17%、スイス9%、アメリカ53%である。2018年2月1日付でウェルス・マネジメント及びアメリカにおける富裕層を対象として金融顧問や資産運用を行う部門であったウェルス・マネジメント・アメリカが合併し、グローバル・ウェルス・マネジメントとなった。そのサービスには定評があり、様々な受賞歴がある。
（ユーロマネー誌のベストプライベートバンク 2013年、2014年、2015年、2016年、2017年、2018年、2019年）https://www.euromoney.com/article/b1cx59rxmzvcfq/private-banking-and-wealth-management-survey-2019-press-release

日本においてはUBS銀行東京支店とUBS証券株式会社がそれぞれ個別にウェルス・マネジメント業務を提供しており、どちらでも口座の開設は可能。日本におけるハードルは他国に比べ低く、基本的にはUBSにおける実際の預り資産が200万スイスフラン以上の顧客を対象としている。

### パーソナル＆コーポレート・バンキング
スイス国内の個人や法人、機関などの顧客に様々な金融商品やサービスを提供し、スイスUBSのユニバーサルバンクの礎石を成している。2018年の純利益は2,058百万フラン、営業利益は1,873百万フラン。この部門での最大の競合他社はクレディ・スイスである。

### インベストメント・バンク
投資銀行業務、証券業務を行う事業部門。2017年末現在、世界35か国を超える国々に約15,000人のスタッフを有し、株式、債券、外国為替、コモディティにおける金融商品・債権サービスを提供する。法人顧客、政府・国家機関を対象とするコーポレート・クライアント・ソリューションと機関投資家、金融仲介業者を対象とするインベスター・クライアント・サービスの2つの主要事業グループで構成されている。日本においてもUBS証券株式会社とUBS銀行東京支店によって提供されているサービスで、事業法人、機関投資家、政府、金融機関、運用会社を対象にしており、投資銀行、株式、債券・外国為替に関連する業務がある。

### アセット・マネジメント
株式、債券、通貨、ヘッジファンド、不動産などの運用を対象とした投資運用サービスを、主に機関投資家や個人富裕層に提供する事業部門。2018年末時点の運用資産総額は約7,810億米ドル。その内訳はスイス国内33%、EMEA地域24%、アジアパシフィック18%、アメリカ25%である。スイス国内においては最大の投資信託銀行であり、世界においてもヘッジファンド、不動産投資銀行として最大規模を誇る。23か国で2,301名の従業員を有し、ロンドン、シカゴ、香港、ニューヨーク、シンガポール、シドニー、東京、チューリヒに主たる事務所を置く。運用資産は2019年6月末の時点で約831億米ドル、その内訳はスイス33％、米州23％、スイスを除く欧州・中東・アフリカ25％、アジア太平洋18％である。
この部門のサービスを日本で行っているのは三木桂一を代表取締役社長とするUBSアセット・マネジメント株式会社で、資本金は22億円、東京都千代田区に拠点をもち、国内の年金、機関投資家向け運用サービスの他、投資信託を提供している。

## 歴史
UBSグループは合併を繰り返して現在の形にたどり着いた。現在のUBS（の前身）は1990年代から次々にM&Aを行い、スイスを中心としていた銀行が世界トップクラスの投資銀行となったといえる。合併した企業にはイギリスの有力投資銀行SGウォーバーグや、米国の投資銀行ディロン・リード、同じく米国の証券会社であるペイン・ウェーバーなどが挙げられる。ここで挙げた名前はいずれも大手であり、例えばボストン発のペイン・ウェーバーはスエズ運河会社を国際化した実績をもつ。UBSが現在の形態にたどり着いたのは、1998年に2つのスイス名門金融機関、スイス・ユニオン銀行とスイス銀行コーポレイション（1872年創立）の合併によってである。前身のスイス・ユニオン銀行も、1860年代にヴィンタートゥール銀行とトッゲンブルガー銀行の合併で創立した銀行である。UBSはその歴史を通じて大手金融機関であり続けており、例えば2013年には、UBSが約1.7兆円の総合資産を保有する世界最大のプライベートバンクになったと発表された。2017年にもその評価は変わっていない。

### スイス・ユニオン銀行（1862-1998）
| ヴィンタートゥール銀行 1862年 |  | トッゲンブルガー銀行 1863年 |
| ヴィンタートゥール銀行 1862年 |  | トッゲンブルガー銀行 1863年 |

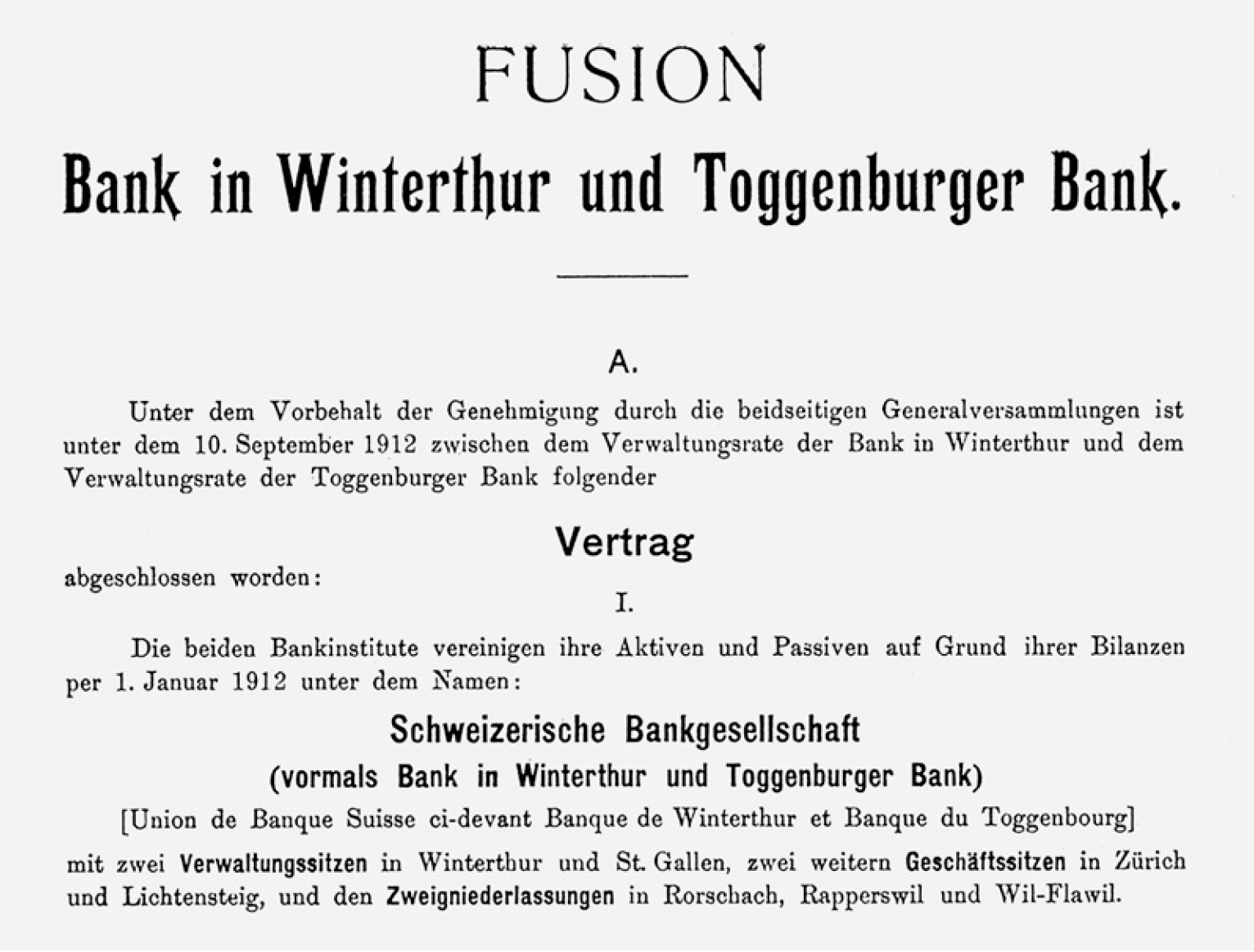
ヴィンタートゥール銀行とトッゲンブルガー銀行の合併発表

1862年、チューリヒ州の都市ヴィンタートゥールにヴィンタートゥール銀行が設立。当初の資本金はスルザー家などの拠出で500万スイスフランであった。このヴィンタートゥール銀行の設立が現在のUBSの礎石とされており、同銀行設立の1862年がUBSの公式な設立日となっている。当時16,000ほどの人口を抱えていたヴィンタートゥールは、19世紀後半の北東スイス工業の中枢のひとつであった。従来のスイスの産業は比較的小規模で大きな銀行の必要性は認められなかったが、工業や鉄道業などの発展により各プロジェクトが大規模化し、この変化によって生まれた必要性からあちこちで銀行が設立されるようになった。ヴィンタートゥール銀行は特にスイス国鉄（現SBB）の拡大と建設のために重要な役割を果たしていた。ヴィンタートゥール銀行設立の翌1863年には同じくスイス、ザンクト・ガレン州の町リヒテンシュタイグにてトッゲンブルガー銀行が資本金150万スイスフランで設立され、地域経済に貢献する。ヴィンタートゥール銀行とトッゲンブルガー銀行は1912年に合併し、1998年まで続くことになるスイス・ユニオン銀行が誕生。1912年の合併以来、スイス・ユニオン銀行は1945年のチューリヒへの本店移転、翌46年のニューヨーク駐在員事務所開設などを経て1962年には資産規模でスイス最大の銀行となっていく。1966年に東京に駐在員事務所を、67年にロンドンに最初の海外支店を開設、1972年には東京支店を設立。1986年には大阪に駐在員事務所を開設し、英国のフィリップス・アンド・ドリュー証券会社を買収。1988年には東京証券取引所に上場した。1991年には米国のチェース・インベスターズを買収。1992年には香港にユニオンバンクセキュリティーズを設立。1997年にスイス銀行コーポレイションとの合併計画を発表した。

### スイス銀行（1872-1998）

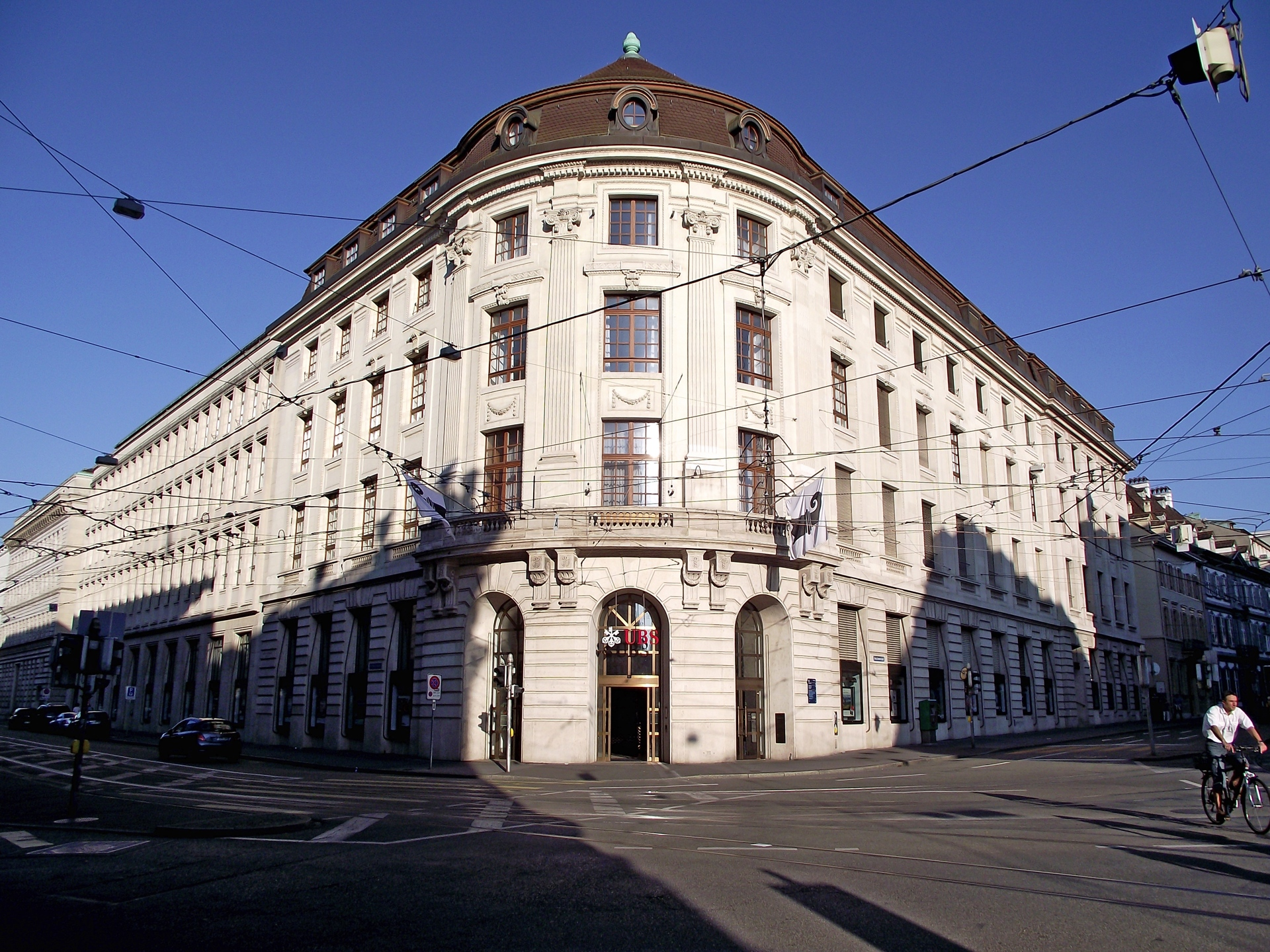
UBSバーゼル旧本社ビル

ドイツとフランスの国境付近の都市、バーゼルで1854年当時すでに長い歴史をもっていた6つのプライベートバンクが集まり、1872年に株式会社バスラー銀行を結成した。バーゼルは1860年には約4万の人口を擁し、中央ヨーロッパの交通の拠点のひとつとして重要な役割を果たしており、スイス北西の経済拠点となっていた。この街はスイス国内で初めて鉄道駅ができた場所であり、当時絹糸工業の中心地として商業の中心であった。バスラー銀行は鉄道網の設立を資金面から支援し、スイスの急速な工業化を支えた。並行してバーゼルの街も発展を続け、スイスの化学工業の中心となった。バスラー銀行は、ゴットハルト鉄道トンネルと鉄道の建設の支援を行いつつ、チューリヒ銀行との合併などを通じて規模を拡大していった。1897年には、バスラー銀行とチューリヒ銀行が合併し、スイス銀行（Schweizerischer Bankverein、シュヴァイツェリシャー・バンクフェライン銀行）に社名を変更した。1898年にはスイス銀行がロンドンに初の海外支店を開設。1917年にはドイツ語の社名はそのままに、英語やフランス語の社名などを変更し、スイス銀行コーポレーション（英：Swiss Bank Corporation）となった。この変更には、国際化が進められたことが反映されている。しかし、その一方で第一次世界大戦によって多くの顧客を失った。戦争から受けたダメージはあったものの、スイス銀行コーポレーションは成長を続け、1920年には従業員が2000人を超えた。1937年には現在も使用されている3つの鍵のシンボルが採用され、このシンボルは現在と同じくそれぞれ信用と安心、慎重な判断を象徴していた。同銀行は1939年のニューヨークにエージェンシーを設置したが、これは第二次世界大戦に揺れる欧州の外に拠点を構える試みの一環であったとされる。1950年にスイスとその他3つの国で31の支店をもつなど、50年代には国際ネットワークを拡大する。1960年にはペルーで支店をオープン。米国のデリバティブ専門会社オコーナー＆アソシエーツ、英国の投資会社SGウォーバーグ社などの買収を通して拡大を続けた。1965年には東京で準備室を構え、翌年の1966年には駐在員事務所を設立し、1970年には支店を設立したが、これはスイスの銀行としては初めて、ヨーロッパの銀行としても2社目の東京進出であった。1967年にはインターハンデルを吸収合併した（IG・ファルベンインドゥストリーを参照）。
1992年には米国のデリバティブ専門会社オコーナー＆アソシエーツを、1995年には米国のブリンソン・パートナーズ社と英国の有力投資銀行SGウォーバーグ社を買収。
1996年にはSBCプライベートバンキング（プライベートバンキング業務）、SBCウォーバーグ（投資銀行業務）、SBCスイス（個人向け銀行業務、商業銀行業務）、SBCブリンソン（法人向け資産運用業務）の4部門を中核業務とする社内の再編成を行う。1997年には米国の投資会社ディロン・リード社を買収、同年スイス・ユニオン銀行との合併計画を発表する。

### スイス・ユニオン銀行とスイス銀行の合併（1998）

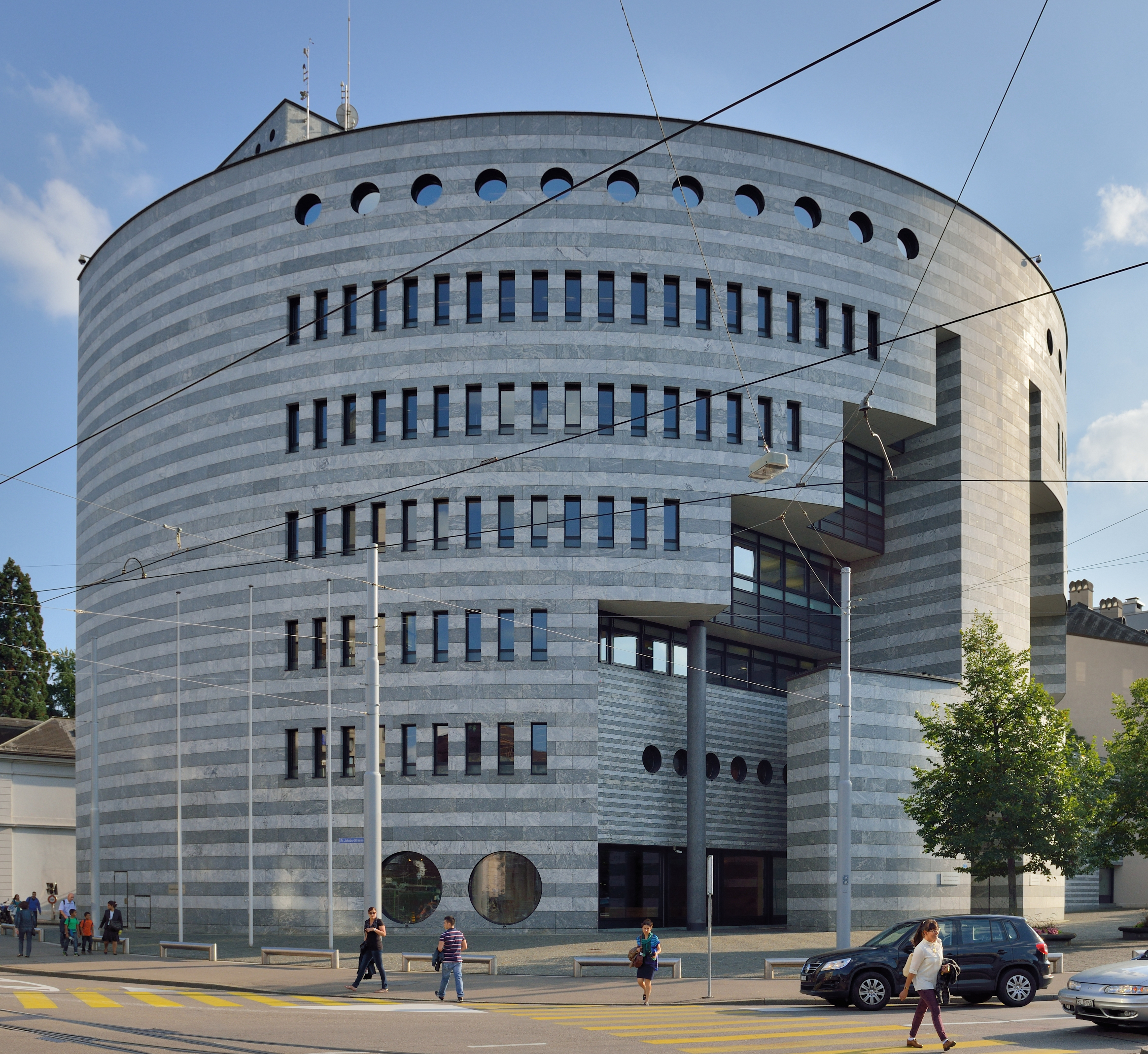
UBSバーゼル本社ビル(1995年)

1990年代半ばのスイス・ユニオン銀行は、保守的な経営体制と低い配当について株主からの強い批判を受けていた。このため当時最大の株主であったマルティン・エブナ—は銀行経営の大幅な構造改革を求め、合併を支持。会長であったロベルト・ストゥーダーが退任することになり、スイス銀行コーポレイションとの合併の考案者の一人であったスイス・ユニオン銀行会長のマティス・カビアラベッタが会長に就任した。1997年12月8日、スイス・ユニオン銀行とスイス銀行コーポレイションの株式併合が発表された。当時、スイス・ユニオン銀行はスイスで第二、スイス銀行コーポレイションは第三の規模の銀行であり、合併によって5,900億ドル以上の総合資産を持つ巨大銀行が誕生した。これは当時、東京三菱銀行に次ぐ世界第二の規模であった。
またこの年には、ロングタームキャピタルマネジメントの崩壊の影響を受けて1億フランの損害を出し、UBSの代表の辞任のきっかけとなった。

### 規模の拡大（1999-2007）
1999年3月、UBSはバンク・オブ・アメリカの欧州とアジアでのプライベートバンキング事業を買収。この部門の規模は60億ドルを超えていた。またこの年、マネーロンダリングやテロへの反対意思をもつ他の銀行とともにウォルフスバーグ・グループを設立。2000年1月、イギリスの通信会社ボーダフォンと提携し、投資情報のネット提供を開始。3月には、同じくイギリスのフィリップス&ドリュー運用部門と米国のブリンソン・パートナーズを統合する。さらに7月には、米国の証券・資産運用会社ペインウェバーを108億ドルで買収。この買収により、UBSは米国の金融機関として米国でのプライベート・バンキングサービスを提供できるようになり、ニューヨーク証券取引市場に直接上場した。ペインウェバーは当時、米国内に385のオフィスと8,554人のブローカーを抱える国内第四位の個人資産運用会社であり、この買収によりUBSは世界最大のウェルス・マネジメントおよびアセット・マネジメントを行う会社となった。この時期にかけてUBSは積極的に企業買収を繰り返し（下図参照）、成長を図っていた。2003年まではUBSペインウェバーという名であったが、この部門は「UBSウェルス・マネジメントアメリカ」とその名を変えることとなった。その後、2008年から2009年にかけて売却の可能性がたびたび報じられた。
2001年にはベルギーのブリュッセルで行われた企業の社会的責任会議をきっかけに創設された欧州持続可能責任投資フォーラム（European Sustainable and Responsible Investment Forum、 EUROSIF）の創立メンバーとなる。2002年には1,400の従業員等を擁するスタンフォードの拠点が世界最大の取引場となる。2004年、北京での拠点が営業を開始。2006年にはドバイの国際ファイナンスセンターに進出、ブラジルの投資銀行Banco Pactual S.A.を買収。2007年にはモスクワでオフショアウェルスマネジメントを開始。

### サブプライム問題関連（2007-2008）
2006年末のサブプライム問題に端を発する金融危機では、UBSは自ら運営していたヘッジファンドを閉鎖するなどの策を講じたが、2007年通年で40億スイスフランの純損失を計上するなどの苦境に立たされ、外部からの多額の資金調達を余儀なくされた。例えば2007年には、シンガポール政府投資公社（GIC）からの98億ドルを含む計130億スイスフランの外部出資を受けた。海外事業を縮小するなどの経営再建策を進めたが、金融危機の深刻化を背景に、2008年10月16日にはスイス政府による5,000億円を超える自己資本注入と6兆円近い不良資産買取を受ける事態となった。

### サブプライム危機からの回復（2009-）
2009年までに行われた経営陣の交代や人員削減、新報酬制度導入などの経営改革により、UBSの経営は徐々に安定の兆しを見せた。新報酬制度の下で現金賞与の払出しの限度が規定され、最高経営陣は持株の75％以上を維持する事が定められるなど、資本を増強する策が講じられた。更に2009年4月、UBSはブラジルのUBSパクチュアルを資産運用会社BTGインベストメントへ売却する事を決定し、2009年9月、UBSパクチュアルの全株式は24.75億ドルでBTGインベストメントへ売却された。これらの資本増強措置により、UBSの経営は2009年夏までに安定し、スイス政府は6億フランの持ち株を売却して救済に要した額を取り戻した。2013年にはデジタル化に力を入れ、また持続可能性に特化したプラットフォームの提供を決定。翌2014年には「UBSと社会（UBS and Society）」となる。
米国の経済誌フォーブスが2007年3月29日に発表した世界企業ランキング「The Forbes Global 2000（世界優良企業2000社番付）」では、全業種通算で世界第9位にランク入りした（2015年には73位）。また、イギリス経済専門誌『ユーロマネー』においては、「グローバル・ベスト・プライベートバンキング賞」で2015年には2位、2014年には1位を受賞している他、2017年には西ヨーロッパ部門で「ベスト・バンク・フォー・アドバイザリー賞」を受賞している。
2023年3月19日、UBSはアメリカの銀行破綻で経営危機に陥っているクレディ・スイスを買収することで合意したと発表。同年6月12日、買収手続きが完了したことを発表した。これによって、両行が統合した後は、世界で2万5000人と全ての従業員およそ12万5000人から最大で30％が削減される見込みだという。しかし、2023年4月2日に、スイスの検察当局がこの買収について「政府関係者、規制当局、同2社の幹部が刑法に違反した可能性」があるのではないかとして調査を始めたことを明らかにした。

### 合併および買収の歴史[63]
|  | ヴィンタートゥール銀行 (1862設立、UBSグループAGの公式設立日もこの日。1912年合併) |
|  |                                                                                  |
|  | トッゲンブルガー銀行 (1855設立、1912年合併)                                      |
|  |                                                                                  |

|  | シュローダー・ゲブリューダー (1846年設立)               |
|  |                                                         |
|  | ミュンヒメイヤー&Co. (1846年設立)                       |
|  |                                                         |
|  | フレデリック・ヘングス&Co.オッフェンバッハ(1832年設立） |
|  |                                                         |

|  | ヴィンタートゥール銀行 (1862設立、UBSグループAGの公式設立日もこの日。1912年合併) |
|  |                                                                                  |
|  | トッゲンブルガー銀行 (1855設立、1912年合併)                                      |
|  |                                                                                  |

|  | シュローダー・ゲブリューダー (1846年設立)               |
|  |                                                         |
|  | ミュンヒメイヤー&Co. (1846年設立)                       |
|  |                                                         |
|  | フレデリック・ヘングス&Co.オッフェンバッハ(1832年設立） |
|  |                                                         |

| バスラー・アンド・チューリヒ銀行 (1896年設立) | \| \| バスラー銀行 (1872年設立) \| \| \| \| \| \| チューリヒ銀行 (1889年設立) \| \| \| \| |
|                                               | \| \| バスラー銀行 (1872年設立) \| \| \| \| \| \| チューリヒ銀行 (1889年設立) \| \| \| \| |
|                                               | バスラー預金銀行 (1882年設立)                                                             |
|                                               |                                                                                           |
|                                               | シュバイツェルリッシュユニオン銀行 (1888年設立、1997年買収)                               |
|                                               |                                                                                           |
|                                               | バスラー銀行 (1872年設立)                                                                 |
|                                               |                                                                                           |
|                                               | チューリヒ銀行 (1889年設立)                                                               |
|                                               |                                                                                           |

|  | バスラー銀行 (1872年設立)   |
|  |                             |
|  | チューリヒ銀行 (1889年設立) |
|  |                             |

|  | エス・ジー・ウォーバーグ (1946年設立、1995年買収)    |
|  |                                                      |
|  | カーペンター&ヴェルミルイェ (1832年設立、1997年買収) |
|  |                                                      |

| バスラー・アンド・チューリヒ銀行 (1896年設立) | \| \| バスラー銀行 (1872年設立) \| \| \| \| \| \| チューリヒ銀行 (1889年設立) \| \| \| \| |
|                                               | \| \| バスラー銀行 (1872年設立) \| \| \| \| \| \| チューリヒ銀行 (1889年設立) \| \| \| \| |
|                                               | バスラー預金銀行 (1882年設立)                                                             |
|                                               |                                                                                           |
|                                               | シュバイツェルリッシュユニオン銀行 (1888年設立、1997年買収)                               |
|                                               |                                                                                           |
|                                               | バスラー銀行 (1872年設立)                                                                 |
|                                               |                                                                                           |
|                                               | チューリヒ銀行 (1889年設立)                                                               |
|                                               |                                                                                           |

|  | バスラー銀行 (1872年設立)   |
|  |                             |
|  | チューリヒ銀行 (1889年設立) |
|  |                             |

|  | エス・ジー・ウォーバーグ (1946年設立、1995年買収)    |
|  |                                                      |
|  | カーペンター&ヴェルミルイェ (1832年設立、1997年買収) |
|  |                                                      |

| ペイン・ウェーバー・ジャクソン＆カーチス (1942年合併) | \| \| ペイン・ウェーバー (1881設立) \| \| \| \| \| \| ジャクソン＆カーチス (1879設立) \| \| \| \| |
|                                                       | \| \| ペイン・ウェーバー (1881設立) \| \| \| \| \| \| ジャクソン＆カーチス (1879設立) \| \| \| \| |
|                                                       | ペイン・ウェーバー (1881設立)                                                                     |
|                                                       |                                                                                                   |
|                                                       | ジャクソン＆カーチス (1879設立)                                                                   |
|                                                       |                                                                                                   |

|  | ペイン・ウェーバー (1881設立)   |
|  |                                 |
|  | ジャクソン＆カーチス (1879設立) |
|  |                                 |

|  | ヴィンタートゥール銀行 (1862設立、UBSグループAGの公式設立日もこの日。1912年合併) |
|  |                                                                                  |
|  | トッゲンブルガー銀行 (1855設立、1912年合併)                                      |
|  |                                                                                  |

|  | シュローダー・ゲブリューダー (1846年設立)               |
|  |                                                         |
|  | ミュンヒメイヤー&Co. (1846年設立)                       |
|  |                                                         |
|  | フレデリック・ヘングス&Co.オッフェンバッハ(1832年設立） |
|  |                                                         |

|  | ヴィンタートゥール銀行 (1862設立、UBSグループAGの公式設立日もこの日。1912年合併) |
|  |                                                                                  |
|  | トッゲンブルガー銀行 (1855設立、1912年合併)                                      |
|  |                                                                                  |

|  | シュローダー・ゲブリューダー (1846年設立)               |
|  |                                                         |
|  | ミュンヒメイヤー&Co. (1846年設立)                       |
|  |                                                         |
|  | フレデリック・ヘングス&Co.オッフェンバッハ(1832年設立） |
|  |                                                         |

| バスラー・アンド・チューリヒ銀行 (1896年設立) | \| \| バスラー銀行 (1872年設立) \| \| \| \| \| \| チューリヒ銀行 (1889年設立) \| \| \| \| |
|                                               | \| \| バスラー銀行 (1872年設立) \| \| \| \| \| \| チューリヒ銀行 (1889年設立) \| \| \| \| |
|                                               | バスラー預金銀行 (1882年設立)                                                             |
|                                               |                                                                                           |
|                                               | シュバイツェルリッシュユニオン銀行 (1888年設立、1997年買収)                               |
|                                               |                                                                                           |
|                                               | バスラー銀行 (1872年設立)                                                                 |
|                                               |                                                                                           |
|                                               | チューリヒ銀行 (1889年設立)                                                               |
|                                               |                                                                                           |

|  | バスラー銀行 (1872年設立)   |
|  |                             |
|  | チューリヒ銀行 (1889年設立) |
|  |                             |

|  | エス・ジー・ウォーバーグ (1946年設立、1995年買収)    |
|  |                                                      |
|  | カーペンター&ヴェルミルイェ (1832年設立、1997年買収) |
|  |                                                      |

| バスラー・アンド・チューリヒ銀行 (1896年設立) | \| \| バスラー銀行 (1872年設立) \| \| \| \| \| \| チューリヒ銀行 (1889年設立) \| \| \| \| |
|                                               | \| \| バスラー銀行 (1872年設立) \| \| \| \| \| \| チューリヒ銀行 (1889年設立) \| \| \| \| |
|                                               | バスラー預金銀行 (1882年設立)                                                             |
|                                               |                                                                                           |
|                                               | シュバイツェルリッシュユニオン銀行 (1888年設立、1997年買収)                               |
|                                               |                                                                                           |
|                                               | バスラー銀行 (1872年設立)                                                                 |
|                                               |                                                                                           |
|                                               | チューリヒ銀行 (1889年設立)                                                               |
|                                               |                                                                                           |

|  | バスラー銀行 (1872年設立)   |
|  |                             |
|  | チューリヒ銀行 (1889年設立) |
|  |                             |

|  | エス・ジー・ウォーバーグ (1946年設立、1995年買収)    |
|  |                                                      |
|  | カーペンター&ヴェルミルイェ (1832年設立、1997年買収) |
|  |                                                      |

| ペイン・ウェーバー・ジャクソン＆カーチス (1942年合併) | \| \| ペイン・ウェーバー (1881設立) \| \| \| \| \| \| ジャクソン＆カーチス (1879設立) \| \| \| \| |
|                                                       | \| \| ペイン・ウェーバー (1881設立) \| \| \| \| \| \| ジャクソン＆カーチス (1879設立) \| \| \| \| |
|                                                       | ペイン・ウェーバー (1881設立)                                                                     |
|                                                       |                                                                                                   |
|                                                       | ジャクソン＆カーチス (1879設立)                                                                   |
|                                                       |                                                                                                   |

|  | ペイン・ウェーバー (1881設立)   |
|  |                                 |
|  | ジャクソン＆カーチス (1879設立) |
|  |                                 |

### 企業商標、ロゴ

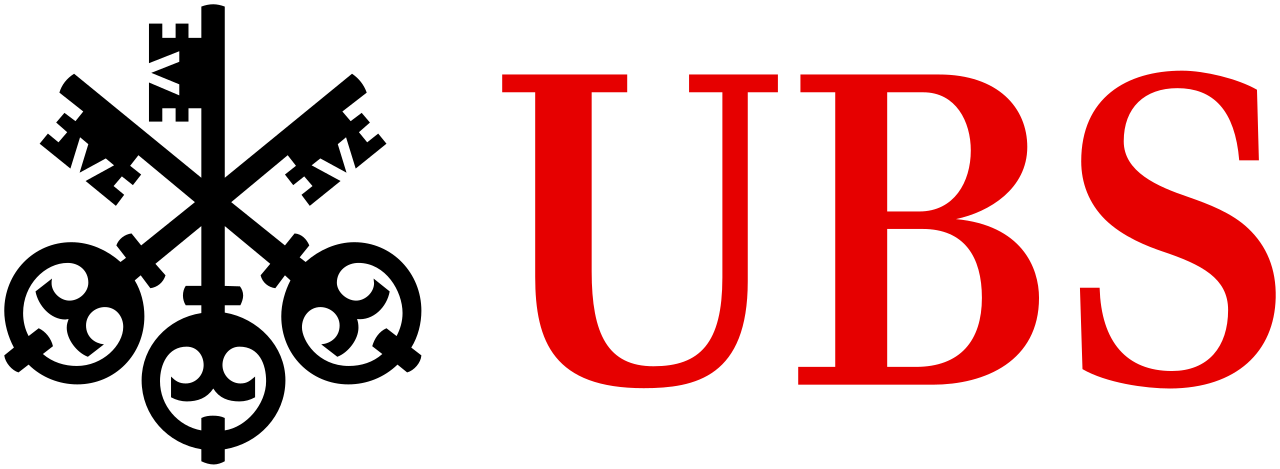
UBSロゴマーク

1998年にスイス・ユニオン銀行とスイス銀行コーポレイションの合併によって現在のUBSが誕生した際、スイス三大銀行のうち2行が合併してできた銀行であることから、スイスの銀行が統合（United）した銀行（United Bank of Switzerland）を意味しており、旧スイス・ユニオン銀行（Union Bank of Switzerland）の略称ではない。「UBS」は略称ではなく正式名称である。ロゴマークはスイス銀行コーポレイションのものが採用された。それぞれ信用と安心、慎重な判断を示す3つの鍵があしらわれている。
（野村資本市場研究所｜UBSとSBCが合併へ (PDF)1997年　参照）

## 世界展開

### 北米
- カナダ - ウェルス・マネジメント、インベストメント・バンキング、アセット・マネジメントの3部門を展開。
- アメリカ合衆国 - 1965年、サンフランシスコに欧州の銀行として初の代理店を設立。1970年には、ニューヨークにUBSコーポレーションがアメリカのUBSコーポレーションを設立。1975年、ユニオン・バンクがウォール・ストリートに初めての支店をオープン。

### ヨーロッパ
- ロシア - 2007年、モスクワでウェルスマネジメント部門がビジネスを開始。

### 中東アフリカ
- バーレーン - 2002年、シャリーアに則ったイスラム銀行Noribaをオープン[66]。
- イスラエル - 1996年から進出。2012年にテルアビブにウェルス・マネジメントのオフィスを開設[67]。
- レバノン - ベイルートにオフィスを構える[68]。
- カタール - インベストメント・バンクのサービスを提供。
- サウジアラビア - ウェルス・マネジメント、インベストメント・バンク、アセットマネジメントのサービスを提供[69]。
- 南アフリカ共和国 - 金融サービスのみを行い、銀行サービスは行っていない。現地法人UBS South Africa (Pty) Ltdが活動を行っている[70]。
- アラブ首長国連邦 - アブダビに駐在事務所、ドバイ国際金融センターに支店を持つ[71]。

### ラテンアメリカ・カリブ海
- アルゼンチン - 1958年にブエノスアイレスにオフィスを開設する[72]。
- ブラジル - 1959年にサンパウロで代表オフィスを開設。
- ペルー - 1960年、リマに代表オフィスを開設。

### アジア太平洋
- 香港 - 1970年、香港に代表オフィスを開設。
- オーストラリア - 1970年にSBC Australia Ltd.を設立。
- 中国 - 1982年、北京初の代理店オープン。2016年、上海に富裕層向けの支店を開設。
- 韓国 - 1989年、初の韓国進出拠点をソウルに開設。2007年にはハナ銀行との共同ベンチャーとしてUBSハナアセットマネジメントを立ち上げる。
- インド - プネーとムンバイに展開。個人向けのウェルス・マネジメント、法人向けのインベストメント・バンクサービスを提供している。
- シンガポール - 国内に2箇所の拠点を構える。
- フィリピン - フィリピン では、マニラに代表オフィス、UBSセキュリティーズをもつ。

#### 日本での展開
現UBSの前身であるスイス・ユニオン銀行、スイス銀行コーポレイションは、両社とも1966年に東京駐在員事務所を開設。1971年にスイス銀行が東京支店を開設した。1986年、スイス銀行がスイス銀証券株式会社東京支店を、スイス・ユニオン銀行がUBS証券会社東京支店を設立。1988年にスイス・ユニオン銀行株式が東京証券取引所へ上場。現在のUBSが形作られるのと時を同じくし、1998年にはUBS銀行グループが旧日本長期信用銀行投資顧問株式会社に資本参加を開始。当初50％だった出資を100％に増やし、社名も長銀UBSブリンソン投資顧問株式会社からUBSブリンソン投資顧問株式会社に変更した。同じく1998年、UBS銀行東京支店、長銀ウォーバーグ証券会社、UBS投資顧問株式会社、UBSブリンソン投資顧問株式会社、UBS信託銀行株式会社がそれぞれ営業を開始。以降、2つの投資顧問株式会社の合併や社名の変更、UBS信託銀行の解散などを経て、2017年現在、UBS証券株式会社、UBS銀行東京支店、UBSアセット・マネジメント株式会社の3法人が日本で活動している。
2019年11月現在、日本で事業活動を行っているグループ各社は次の4社である。
- UBS銀行東京支店: UBSが「本業」と位置付けるウェルス・マネジメント（富裕層向け資産運用プライベート・バンキング業務）を行うほか、外国為替業務を取り扱う。旧スイス銀行と旧スイス・ユニオン銀行がそれぞれ1966年に東京に駐在事務所を開設。1998年のスイス銀行とスイス・ユニオン銀行の合併ののち、UBS銀行東京支店が2007年9月に設立された。所在地は千代田区大手町。大阪、名古屋に出張所を持つ。中村善二、小関泉が共に日本における代表者である[75]。なお、日本でのウェルス・マネジメントのサービスは2億2000万円相当額以上の資産を預ける顧客を対象としている[76]。リーマンショックを契機として外資系金融機関のウェルス・マネジメントが日本から撤退したのちも、日本での営業を続けている。2011年には元社員の不正操作トレードの試みによって金融庁から7日間の業務停止処分と管理態勢強化の業務改善命令を受けた（詳しくは不祥事の項を参照のこと）[77]。2019年6月には、ウェルス・マネジメント事業強化を目的に、三井住友トラスト・ホールディングズ株式会社との事業提携を発表[78]。UBS AGが51％、三井住友トラスト・ホールディングスが41％の株式を有する共同出資の合弁会社を設立[79]。2019年末よりUBSと三井住友THそれぞれの顧客へのサービスの相互提供（たとえば、UBSウェルス・マネジメントの顧客には不動産や信託サービスへのアクセスを、三井住友THの顧客には証券取引やリサーチ、資産管理アドバイスなどのサービスを提供）を先行開始し、これが2021年に設立される合弁会社へと引き継がれる[80]。

- UBSアセット・マネジメント株式会社: 世界最大規模の資産運用会社である本社UBSアセット・マネジメントの日本拠点として、日本国内の年金、機関投資家向けの運用サービスや投資信託業務を取り扱う。資本金は22億円で2007年9月設立、所在地は千代田区大手町。2014年から、代表取締役社長は三木桂一である[81]。前述のとおり日本でUBSブランドを冠する法人は3つあるが、アセット・マネジメントを行うのはこの会社のみである。

- UBS証券株式会社: 投資銀行部門、UBSインベストメント・バンクの東京事務所。事業法人、機関投資家、政府、金融機関、運用会社を対象に、ウェルス・マネジメント、投資銀行業務、株式業務、債券業務を提供する。1998年6月設立、2012年3月組織変更によりUBS証券株式会社として社名登録、営業を開始。所在地は千代田区大手町。資本金321億円[82]。2017年12月現在、代表取締役社長に野村ホールディングス元役員の中村善二[83]、取締役にフィオナ・コー、ロバート・ドーリック、藤本隆章が、監査役に大森進が就任している[75]。株式に強く、株式案件においては外資系投資銀行のトップである。電通や電源開発、NTT都市開発のIPOや、JR東海民営化、日本航空の転換社債などの実績を積み上げている。先進的なファイナンス手法の開発に意欲的で、2009年には日本初となるエクスチェンジ・オファーをケネディクスの転換社債に導入。
- UBSジャパン・アドバイザーズ株式会社：不動産投資信託証券業務を担う。2016年2月設立。所在地は千代田区大手町。資本金2.05億円[84]。

関連会社には、三菱商事とUBSの合弁会社として2000年に設立された三菱商事UBSリアルティ株式会社がある。イオングループのショッピングセンターを中心に資産を所有している、日本初の商業施設特化型REITである日本リテールファンド投資法人と、産業用不動産特化型REITである産業ファンド投資法人の資産運用を受託している。代表取締役は辻徹。
2006年2月よりプライベートバンキングのテレビCMを開始、また地下鉄大手町駅や成田空港などに積極的にインベストメント・バンクの広告を出し、日本市場でのビジネス拡大に注力している。2006年からは男子ゴルフツアーの国内メジャー大会、日本ゴルフツアー選手権のトップスポンサーに就いている。UBSの名を冠したものには「UBS日本ゴルフツアー選手権 宍戸ヒルズ」がある。2010年8月、F1世界選手権のグローバル・スポンサーとしてFIAとの契約に合意したと発表した。2013年には同スポンサーシップからの撤退可能性が報じられたが、2014年の報道では撤退ではなく縮小にとどまったことが明らかにされた。また、UBSウェルス・マネジメントは日本版ニュースレターを発行している。
東京証券取引所に一時上場していたが（当時のコードは8657）、2010年2月4日、取締役会において、東京証券取引所における近年のUBS株式の取引量が僅少であったこと（全世界の売買高の1％未満）を理由として、東京証券取引所に上場している普通株式の廃止を決議。同年4月16日に上場廃止した。更に2015年1月14日には、UBS AGの再編とUBSグループAGの設立に伴う措置として、2015年1月17日付でニューヨーク証券取引所でのUBS AG株の上場廃止を発表。新持ち株会社UBSグループAGの株式が2014年11月からニューヨーク証券取引所及びスイス証券取引所で取引されている。

## 組織
スイス銀行法の規定に従い、UBSは取締役会（ボード・オブ・ダイレクター）とグループ執行委員会（グループ・エクゼクティブ・ボード）の2つの独立した執行機関の下で運営されている。取締役会は、グループ最高経営責任者（グループCEO）の提言を受けながら、グループとしての戦略、経営及び人事を決定し、事業を遂行する。取締役会のメンバーの選定は報酬委員会のメンバーの選定同様、株主によって年一回のペースで選定される。一方グループ執行委員会は、グループ最高経営責任者を筆頭に経営管理責任を担う。メンバーはグループCEOを除き、グループCEOによって指名され、取締役会の承認を受け任命される。取締役会長と最高経営責任者を含め、2つの執行機関両方の職を兼任する事は出来ない。
グループ執行委員会（グループ・エクゼクティブ・ボード）は、USB グループ AGにおける事業の執行経営責任を担う。この委員会はグループ最高経営責任者（CEO）セルジオ P. エルモッティを含む13名で構成されている。2019年9月時点での取締役会およびグループ執行委員会メンバーは以下の表の通り。
| 取締役会会員 | グループ執行委員会会員 |
| --- | --- |
| - 取締役会会長 アクセル・ヴェーバー（2012年に初選出） - シニア独立社外取締役 デビッド・シドウェル（2008年に初選出） - 監査委員会会長／企業文化責任委員会メンバー ジェレミー・アンダーソン（2018年に初選出） - 企業文化・責任委員会メンバー ウィリアム C. ダドリー（2019年に初選出） - 企業文化・責任委員会メンバー／リスク員会メンバー レト・フランチョーニ（2013年に初選出） - 取締役会会員 フレッド・フー（2018年に初選出） - 報酬委員会メンバー／リスク員会メンバー ジュリー G. リチャードソン（2017年に初選出） - 監査委員会メンバー／ガバナンス・使命委員会メンバー イザベル・ロミー（2012年に初選出） - リスク員会メンバー ロバート W. スカリー（2016年に初選出） - 監査委員会メンバー／企業文化・責任委員会メンバー ベアトリーチェ・ウェダー・ディ・マウロ（2012年に初選出） - 報酬委員会メンバー／リスク委員会メンバー ディーター・ヴェマー（2016年に初選出） - 監査委員会メンバー ジャネッテ・ワン（2019年に初選出） - グループカンパニーセクレタリー マルクス・バウマン（2017年就任） | - グループCEO セルジオ P. エルモッティ(2011年より役員) - スニ・ハーフォード（2019年より役員） - グループ・チーフ・リスク・オフィサー クリスチャン・ブルーム（2016年より役員） - グループジェネラルカウンセル マルクス・U・ディトヘルム（2008年より役員） - グループCFO カート・ガードナー（2016年より役員） - インベストメントバンク社長 ロベルト・カロフスキー （2018年より役員） - グループCOO ザビーン・ケラー・ブッセ（2016年より役員） - UBS アジアパシフィックプレジデント エドムント・コー（2019年より役員） - グローバルウェルスマネジメント イクバル・カーン（2019年より役員） - パーソナル&コーポレートバンキング／UBSスイスプレジデント アクセル P. レーマン（2016年より役員） - ウェルス・マネジメント・アメリカ／UBSアメリカCEO トム・ナラティル（2011年より役員） - インベストメントバンク社長 ピエロ・ノヴェッリ（2018年より役員） - グループコンプライアンス、レギュレトリー／ガバナンス マルクス・ロナー（2018年より役員） |

## 株主
2019年10月24日時点におけるUBS グループ AGのNY株式市場での主要株主は以下の通り。
| 株主名                                                   | 株数        | パーセンテージ |
| -------------------------------------------------------- | ----------- | -------------- |
| Massachusetts Financial Services Co.                     | 158,344,326 | 4.10           |
| UBS グループ AG                                          | 135,808,456 | 3.52           |
| Dodge & Cox Inc                                          | 129,141,427 | 3.35           |
| Dodge & Cox International Stock Fund                     | 106,645,927 | 2.76           |
| The Vanguard Group, Inc.                                 | 104,348,674 | 2.70           |
| クレディ・スイス                                         | 100,975,155 | 2.62           |
| ノルウェー銀行投資部門                                   | 94,579,984  | 2.45           |
| Wellington Management Company, LLP                       | 58,148,020  | 1.51           |
| Vanguard International Stock Index-Total Intl Stock Indx | 52,720,892  | 1.37           |
| Fisher Asset Management, LLC                             | 51,106,940  | 1.32           |
| Artisan International Value Fund                         | 43,268,000  | 1.12           |
| Invesco Ltd.                                             | 39,129,280  | 1.01           |

UBSアセット・マネジメント株式会社に関しては、UBS Asset Management AGが全株式を保有している。

## 企業の社会的責任
UBSは2010年、全ての業務及び全社員に適用される新たな業務遂行倫理規定を設けた。これらの規範は、UBSがビジネスを遂行する上で不可欠であるとされ、内容には法律・規則・規制、倫理的行動、情報の取扱い、公正取引、人権・社会福祉、環境問題等を含む。規範違反の罰則規定も含まれており、内部告発手続きや懲戒手順も記されている。

### ダイバーシティ
グループ全体としても、日本で活動する各法人としても、LGBTの職場環境支援を行っている。UBS証券では、2008年から社内LGBTおよびアライの従業員のためのネットワークを設立しており、LGBT学生に向けた企業説明会も行っている。グループとしては、LGBTに対する日本の企業の取組をはかる目的で行われたWork with PrideのPRIDE指標で、5点満点獲得のゴールドを受賞している。

### 環境への取組み
2011年、UBSはグローバルコンプライアンスデータベースにESGリスク分析大手のRepRiskによるESG（環境・社会・ガバナンス）リスクデータベースを取り込んだ。これは金融機関としての立場に影響を与えうる環境・社会問題へのリスクを軽減し、同時にデュー・デリジェンスプロセスを世界標準化し体系的に実行することを目的としている。
2016年9月8日、ダウ・ジョーンズ・サステナビリティ・インデックス（DJSI）がESGインデックスDJSIの銘柄総入れ替えを発表した。入れ替え後の銘柄はRobecoSAMによって発表されたが、その中でUBSは2年連続インダストリー・グループリーダーに選出された。DJSIワールド、DJSIヨーロッパに分類されるUBS AGは、経済、社会、環境それぞれの項目で高いスコアを獲得し、リスクおよび危機管理、顧客マネジメントなどの観点において特に高評価を得ている。金融危機以降、金融業界のリーダー的存在としての前進を評価されての選出となった。

### 金融犯罪の防止
2000年、マネー・ローンダリングやテロリスト資金などの金融犯罪の防止を目的として、ウォルフスバーグ・グループが結成された。UBSは創設メンバーの金融機関11社の一つである。

### ボランティア活動
UBSはビジネスを行う地域社会において、「教育」と「アントレプレナーシップ」の分野で助成やボランティア活動を通し、地域のニーズに沿った貢献活動を展開している。社員が行った寄付に同額を上乗せして寄付する「マッチング寄付」制度や、社員のボランティア休暇制度などを通して地域活動を支援している。日本においては、東日本大震災被災地復興支援のために約4億円の寄付を行うほか、社員が中心となって復興支援活動を継続している。

### 芸術支援
UBSは企業としては世界最大規模の現代美術のコレクションを有しており、これは投資対象としての作品の価値や、富裕層に向けたサービスの一部に作品に関わるものがあることが背景になっている。また、地域文化貢献活動の一環として芸術支援に力を入れているためでもある。コレクションにはウォーホルやリキテンシュタインの作品など、3万5千点以上の作品がある。
日本においては、2008年には東京、六本木の森美術館で「アートは心のためにある：UBSアートコレクションより」展が開かれ、荒木経惟やゲルハルト・リヒターの作品が展示された。2016年には東京、丸の内の東京ステーションギャラリーで「12 Rooms 12 Artists UBSアート・コレクションより」が開催、ルシアン・フロイドや小沢剛の作品が展示された。2017年には写真家アニー・リーボヴィッツの巡回写真展「Women」を東京で開催。
20年以上に渡り、UBSは世界有数の近現代アートフェアの「アート・バーゼル」の単独メインスポンサーである。リードパートナーを務めて14年となる「アート・バーゼルマイアミ」と並行して、2014年以降は「アート・バーゼル香港」のリード・パートナーでもある。
音楽分野においても、「北京音楽祭」のスポンサーとして芸術の発展を支援している。その他、UBSが現在または過去においてスポンサー活動を行う文化活動・団体は以下を含む。

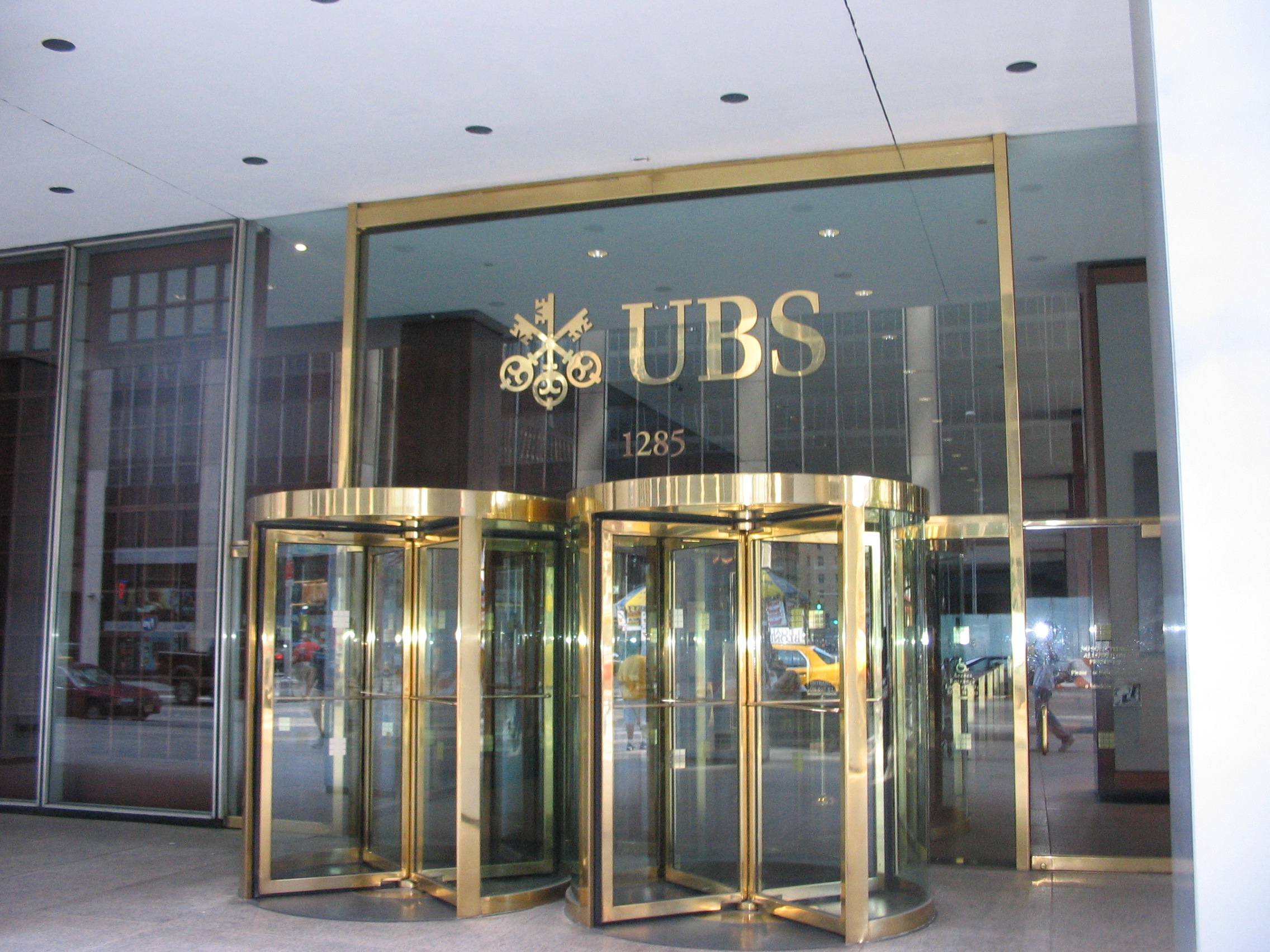
マンハッタンのミッドタウンにあるUBS・ビルディングの入口

- シドニーシアターカンパニー
- シンガポール・サン・フェスティバル
- チューリヒ歌劇場
- チューリヒバレエ団
- ニュー・サウス・ウェールズ州立美術館
- バーゼル交響楽団
- ボストン交響楽団
- モントルー・ジャズ・フェスティバル
- ルガーノ・フェスティバル
- ルツェルン音楽祭
- ロカルノ国際映画祭
- ロンドン交響楽団

### スポーツ支援

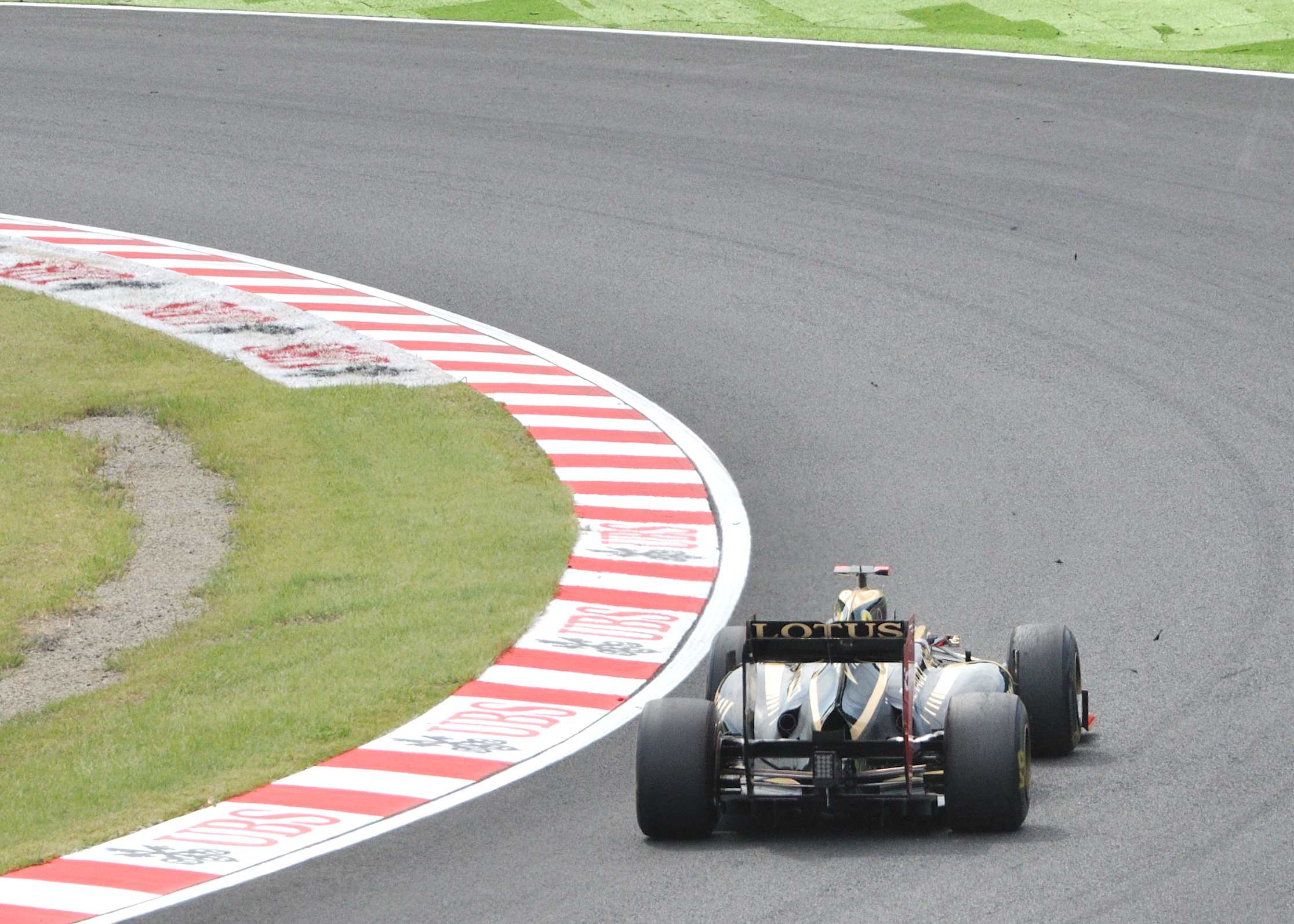
F1 UBS協賛

2010年より従事しているF1世界選手権のグローバルパートナー活動においては、UBSは近年独自のマイクロサイトやFBページなどを開設し（UBS Formula 1)、積極的なスポンサー活動を続けている。日本においては、UBSグループ、UBS証券、UBS銀行東京支店、UBSアセット・マネジメントが知的障害者のスポーツ参加を支援するスペシャルオリンピックス日本・東京の支援を行っている。2005年より開催されているFITチャリティ・ランでは、2008年から5年連続で最も寄付金を多く集めた企業として、「Best Corporate Fund Raiser」第1位に選ばれた。

## 批判および不祥事
1990年以降、スイス・ユニオン銀行の当時の責任者であったアンドレ・リュシが国際決済機関クリアストリームの代表取締役を務め、匿名口座を濫発した。
2012年、UBSはLIBORの不正操作に関わっていた事を認め、米国・英国・スイス当局に計15億ドルを支払う事で和解した。操作の大半を東京在勤トレーダーが行ったと見られ、UBSの日本子会社であるUBS証券は、米当局の指摘した不正行為に対する罪を認めた。
日本では円金利に係るデリバティブ取引に有利になるようTIBORを変動させることを目的として、呈示レートの変更を要請するなどの働きかけを継続したとして、UBS証券会社に2012年1月10日から同年1月16日までの間、TIBOR及びLIBOR関連のデリバティブ取引の停止と責任の所在の明示が命じられた。UBS銀行東京支店には、業務改善計画の提出とその進捗状況の報告命令が金融庁から出された。